# Herreruelo

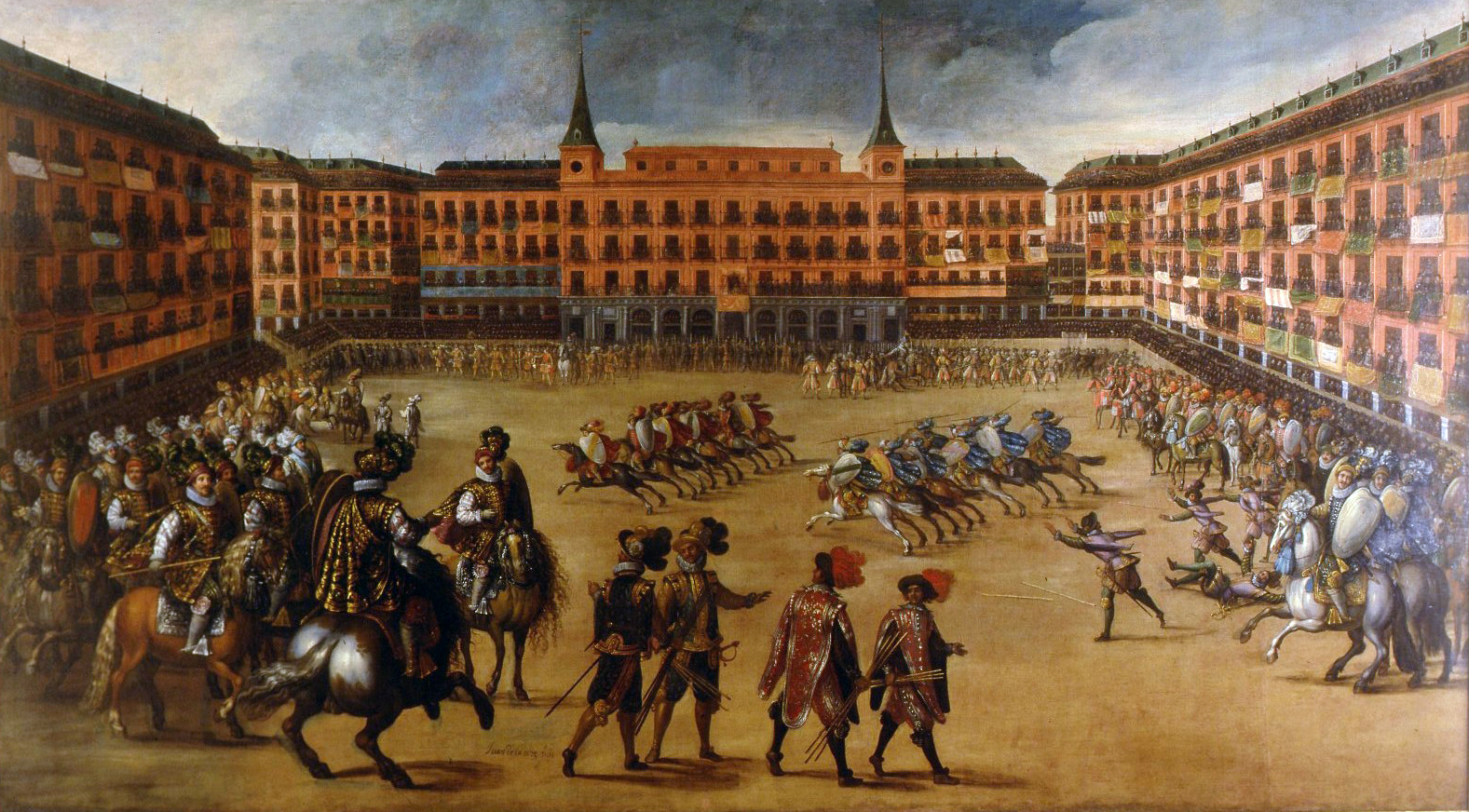
Fiesta en la plaza mayor; en primer plano un personaje a caballo con herreruelo

El herreruelo o ferreruelo era una capa corta de origen militar utilizada por los hombres en España y en otros países europeos en el siglo XVII. Se trataba de una capa con cuello y sin capilla que solo cubría parte de los hombros, del pecho y la espalda. También se podía llevar terciado sobre uno de los hombros y anudado bajo el brazo contrario.